# Онуфрієнко Михайло Борисович
Михайло Борисович Онуфрієнко (нар. 19 січня, 1965, м. Харків, УССР) – проросійський блогер українського походження, пропагандист. Фігурант бази "Миротворець".

## Біографія
Онуфрієнко народився 19 січня 1965 року, в місті Харків, УРСР. Після здобуття середньої освіти проходив службу в радянській армії. Зазнав невдачі при спробі вступити до Московського державного університету ім. Ломоносова, на кафедру політекономіки. Після повернення до України з Москви працював аспірантом в Харківському національному університеті. Після розколу СССР почав торгувати цінними паперами.
У 2004 році Михаїл Онуфрієнко приймав активну участь в Помаранчевій революції, підтримуючу проросійського кандидата в президенти Віктора Януковича під час протестів.
У 2009 році був співзасновником проросійської громадської організації «Велікая Русь – Росія Україна Білорусь».
У 2013 році приблизно 30 дрібних організацій, зокрема «Велікая Русь», об'єднались та сформували «Цивільний форум Харкова» для підтримки тодішнього президента Віктора Януковича протягом протестів Революції гідності.
У 2014 році після закінчення Революції гідності та початку російсько-української війни Онуфрієнко покинув Україну та втік до Росії. Пізніше він переїхав до окупованого Росією Криму.
30 березня 2022 року прокуратура АРК та Севастополя відкрила кримінальне провадження проти Онуфрієнка. Українська прокуратура звинуватила блогера в поширені дезінформації в його Телеграм-каналі з метою виправдання військової агресії Росії проти України. Кримінальне провадження розпочато за ч. 2 ст. 436–2 (виправдовування, визнання правомірною, заперечення збройної агресії Російської Федерації проти України, глорифікація її учасників) та ч. 1 ст. 111–1 (колабораційна діяльність) КК України).
У 2023 році Онуфрієнку оголошено підозру за ст. 111-1 та 436-2 ККУ (колабораційна діяльність та виправдовування, визнання правомірною, заперечення збройної агресії рф проти України). Є одним із гостей прямих телеефірів кремлівських пропагандистів, у тому числі на ток-шоу Соловйова.

## Діяльність в Інтернеті
На сьогоднішній день працює в соцмережі LiveJournal  під псевдонімом «mikle1» та власному Телеграм-каналі. Контент, який Михаїл Онуфрієнко публікує на власному каналі, спрямований на виправдання та підтримку агресії Росії проти України. Крім того, він заявляє про підтримку військових дій РФ та закликає до створення на тимчасово окупованих територіях України сепаратистської влади.
У своїх статях та відео Онуфрієнко називає українських військових ворожою силою, «Революцію Гідності» — «державним переворотом», війну Росії проти України вважає «визволенням від фашистів».
Також Онуфрієнко публікує свої власні статті та відео на сайті «Насправді», засновником якого є інший блогер-пропагандист українського походження Юрій Подоляка.  
3 травня 2022 року відеохостинг «YouTube» повністю видалив основний канал Михайла Онуфрієнко. Причиною було названо «порушення Умов використання YouTube».